# Promi Big Brother/Staffel 8
Die achte Staffel der deutschen Reality-Show Promi Big Brother wurde vom 7. bis zum 28. August 2020 auf dem Privatsender Sat.1 ausgestrahlt.
Werner Hansch wurde vom Publikum im Finale zum Gewinner der Staffel gekürt. Mischa Mayer wurde Zweiter und Kathy Kelly erreichte den dritten Platz.

## Überblick
Die Staffel spielte in einem Märchenland und stand unter dem Motto „Märchenhaft. Ohne Bewährung“. Die Wohnbereiche wurden aufgeteilt in den luxuriöse Bereich Märchenschloss und in den ärmlichen Bereich Märchenwald. Des Weiteren wurden die Spiele der Wettkämpfe um das Einkaufsbudget mit Märchen betitelt und nehmen Bezug auf deren Handlungen. Ginger Costello-Wollersheim tritt in einigen Spielen auf, mit Rollen wie Dornröschen oder Rapunzel. Der im Rahmen einer Produktplatzierung vorhandene Penny-Markt wurde statt Supermarkt als Knusperhäuschen beworben. Darin konnten die Bewohner des armen Bereichs erneut mit einem Budget einkaufen; diesmal jedoch entscheiden die Zuschauer per SAT.1 – Live TV und Mediathek-App, wer einkaufen darf. Darüber hinaus wurde der seit der fünften Staffel im armen Bereich vorhandene Münzautomat Big Spender und dessen Einkaufsmünzen Big Coins durch den Wunschbaum und die Taler ersetzt. Es gab ein Buch mit Bildern der Luxusgegenstände. Die Taler wurden wie zuvor durch Herausforderungen, die in der Show auch Aufgaben genannt werden, gewonnen. Das Sprechzimmer mit Big Brother hieß Räuberhöhle, der Übergangsraum zum Studio Hexenhäuschen.
Das Sendeschema der Show wurde verändert. Zum einen wurde die Show um eine Sendewoche verlängert und somit die Anzahl der Folgen von 15 auf 22 erhöht. Zum anderen liefen mehr Folgen (10 von 22) bereits um 20:15 Uhr statt um 22:15 Uhr. Ebenfalls wurde das Teilnehmerfeld von bislang 12 auf nunmehr 16 Prominente vergrößert. Im Laufe der Staffel erweiterte sich die Teilnehmerliste aufgrund von zwei Nachrückkandidaten auf 18 Teilnehmer.
Die Web-Angebote wurden ebenfalls umgestaltet und ausgebaut. Die Watch Together Show aus der vorherigen Staffel wurde durch die Warm Up Show ersetzt, die bereits in der fünften und sechsten Staffel vorhanden war. Beide wurden bzw. werden von Aaron Troschke moderiert. Zudem moderierten erstmals Raffaela „Raffa“ Zollo sowie Claudia Obert jeweils eine Webshow auf promibigbrother.de und Joyn.

## Teilnehmer
Am 3. August 2020 wurden die zwölf Teilnehmer der achten Staffel bekannt gegeben, die bereits zwei Tage vor der Liveshow, am 5. August, einzogen. Weitere vier Teilnehmer zogen in der Einzugsshow am 7. August ein.
| 1                     | Werner Hansch        | Sportreporter | 07. August | 28. August | 22 (11▲; 11▼) |
| 2                     | Mischa Mayer         | Teilnehmer bei Love Island | 05. August | 28. August | 24 (5▲; 19▼)  |
| 3                     | Kathy Kelly          | Sängerin, Mitglied der Kelly Family                                                                                               | 05. August | 28. August | 24 (13▲; 11▼) |
| 4                     | Ikke Hüftgold        | Partysänger | 05. August | 28. August | 24 (11▲; 13▼) |
| 5                     | Emmy Russ            | Teilnehmerin bei Ab ins Kloster! – Rosenkranz statt Randale und Beauty & The Nerd                                                 | 05. August | 27. August | 23 (6▲; 17▼)  |
| 6                     | Katy Bähm            | Drag Queen, Teilnehmerin bei Queen of Drags                                                                                       | 07. August | 27. August | 21 (5▲; 16▼)  |
| 7                     | Simone Mecky-Ballack | Ex-Frau von Michael Ballack, Model, Teilnehmerin bei Let’s Dance                                                                  | 07. August | 26. August | 20 (7▲; 13▼)  |
| 8                     | Ramin Abtin          | Kickbox-Weltmeister, Trainer bei The Biggest Loser                                                                                | 07. August | 25. August | 19 (6▲; 13▼)  |
| 9                     | Aaron Königs         | Teilnehmer bei Prince Charming und The Mole – Wem kannst du trauen?                                                               | 17. August | 24. August | 8 (3▲; 5▼)    |
| 10                    | Sascha Heyna         | QVC-Moderator, Sänger | 05. August | 23. August | 19 (9▲; 10▼)  |
| 11                    | Adela Smajic         | Protagonistin der Schweizer Ausgabe von Die Bachelorette, Moderatorin                                                             | 05. August | 22. August | 18 (3▲; 15▼)  |
| 12                    | Udo Bönstrup         | Comedian, Web-Videoproduzent auf YouTube                                                                                          | 05. August | 21. August | 17 (4▲; 13▼)  |
| 13                    | Elene Lucia Ameur    | Model, Laiendarstellerin bei Berlin – Tag & Nacht                                                                                 | 05. August | 17. August | 13 (2▲; 11▼)  |
| 14                    | Alessia Herren       | Tochter von Willi Herren, Teilnehmerin bei Ab ins Kloster! – Rosenkranz statt Randale                                             | 14. August | 17. August | 4 (4▼)        |
| 15                    | Jasmin Tawil         | Ex-Frau von Adel Tawil, Musikerin, Darstellerin bei Gute Zeiten, schlechte Zeiten                                                 | 05. August | 14. August | 10 (1▲; 9▼)   |
| 16                    | Senay Gueler         | DJ, Musikproduzent, Model | 05. August | 12. August | 8 (1▲; 7▼)    |
| 17                    | Jenny Frankhauser    | Halbschwester von Daniela Katzenberger, Reality-TV-Darstellerin, Sängerin, Gewinnerin bei Ich bin ein Star – Holt mich hier raus! | 05. August | 12. August | 8 (1▲; 7▼)    |
| 18                    | Claudia Kohde-Kilsch | Tennisspielerin, Politikerin | 05. August | 10. August | 6 (2▲; 4▼)    |
| Anmerkungen: 1. 2. 3. |                      | |            |            |               |

Besucher
| Besucher       | Besuchstag | Bemerkung |
| -------------- | ---------- | --- |
| Reiner Calmund | 17. August | In der elften Folge erhielt Werner Hansch anlässlich seines Geburtstags am Vortag Besuch von Reiner Calmund. |

## Bewohnerverteilung
Die Teilnehmer wurden in zwei Bereiche verteilt. Die Verteilung der Bewohner wurde in unregelmäßigen Abständen aufgrund von Bewohner- und Zuschauervotings sowie Wettkämpfen geändert. Die Moderation veranschaulichte den Zuschauern die Bewohnerverteilung anhand eines Modellbaus der Bereiche, indem sie Wackelfiguren der Bewohner tagesaktuell positionierte.
| Datum             | Bewohner „Märchenschloss“ | Bewohner „Märchenwald“ | Bemerkungen |
| ----------------- | --- | --- | --- |
| 5./6. August 2020 | Jasmin, Sascha, Emmy, Ikke, Jenny, Udo, Claudia, Mischa, Elene, Senay, Adela und Kathy zogen bereits am 5. August 2020 in den Bereich „Märchenwald“ ein. | Jasmin, Sascha, Emmy, Ikke, Jenny, Udo, Claudia, Mischa, Elene, Senay, Adela und Kathy zogen bereits am 5. August 2020 in den Bereich „Märchenwald“ ein. | |
| 5./6. August 2020 | – | Jasmin Sascha Emmy Ikke Jenny Udo Claudia Mischa Elene Senay Adela Kathy                                                                                 | |
| 7. August 2020    | Katy, Ramin, Simone und Werner zogen während der Einzugsshow in den Bereich „Märchenwald“ ein.                                                           | Katy, Ramin, Simone und Werner zogen während der Einzugsshow in den Bereich „Märchenwald“ ein.                                                           | |
| 7. August 2020    | Werner, Kathy, Jenny, Sascha, Simone und Ikke wechselten am Ende der Einzugsshow vom „Märchenwald“ in den Bereich „Märchenschloss“                       | Werner, Kathy, Jenny, Sascha, Simone und Ikke wechselten am Ende der Einzugsshow vom „Märchenwald“ in den Bereich „Märchenschloss“                       | Zuschauerabstimmung |
| 7. August 2020    | Werner▲ Kathy▲ Jenny▲ Sascha▲ Simone▲ Ikke▲ | Jasmin Emmy Udo Claudia Mischa Elene Senay Adela Katy Ramin                                                                                              | |
| 8. August 2020    | Claudia wechselte gegen Ende der zweiten Folge vom „Märchenwald“ in das „Märchenschloss“                                                                 | Claudia wechselte gegen Ende der zweiten Folge vom „Märchenwald“ in das „Märchenschloss“                                                                 | Entscheidung der Bewohner „Märchenschloss“ |
| 8. August 2020    | Jenny wechselte gegen Ende der zweiten Folge vom „Märchenschloss“ in den „Märchenwald“                                                                   | Jenny wechselte gegen Ende der zweiten Folge vom „Märchenschloss“ in den „Märchenwald“                                                                   | Zuschauerabstimmung |
| 8. August 2020    | Werner Kathy Sascha Simone Ikke Claudia▲ | Jasmin Emmy Udo Mischa Elene Senay Adela Katy Ramin Jenny▼                                                                                               | |
| 9. August 2020    | Udo wechselte am Ende der dritten Folge vom „Märchenwald“ in das „Märchenschloss“                                                                        | Udo wechselte am Ende der dritten Folge vom „Märchenwald“ in das „Märchenschloss“                                                                        | Entscheidung der Bewohner „Märchenschloss“ |
| 9. August 2020    | Ikke wechselte am Ende der dritten Folge vom „Märchenschloss“ in den „Märchenwald“                                                                       | Ikke wechselte am Ende der dritten Folge vom „Märchenschloss“ in den „Märchenwald“                                                                       | Zuschauerabstimmung |
| 9. August 2020    | Werner Kathy Sascha Simone Ikke Claudia Udo▲ | Jasmin Emmy Mischa Elene Senay Adela Katy Ramin Jenny Ikke▼                                                                                              | |
| 10. August 2020   | Claudia, Udo, Simone, Sascha und Werner wechselten vor der Nominierung vom „Märchenschloss“ in den „Märchenwald“                                         | Claudia, Udo, Simone, Sascha und Werner wechselten vor der Nominierung vom „Märchenschloss“ in den „Märchenwald“                                         | Zuschauerabstimmung |
| 10. August 2020   | Emmy, Ikke, Katy und Senay wechselten vom „Märchenwald“ in das „Märchenschloss“                                                                          | | Zuschauerabstimmung |
| 10. August 2020   | Claudia bekam die meisten Gegenstimmen und musste somit die Show verlassen.                                                                              | Claudia bekam die meisten Gegenstimmen und musste somit die Show verlassen.                                                                              | Bewohnerabstimmung |
| 10. August 2020   | Kathy Emmy▲ Ikke▲ Katy▲ Senay▲ | Jasmin Mischa Elene Adela Ramin Jenny Claudia▼ Udo▼ Simone▼ Sascha▼ Werner▼                                                                              | |
| 11. August 2020   | Mischa wechselte am Ende der fünften Folge vom „Märchenwald“ in das „Märchenschloss“                                                                     | Mischa wechselte am Ende der fünften Folge vom „Märchenwald“ in das „Märchenschloss“                                                                     | Entscheidung der Bewohner „Märchenschloss“ |
| 11. August 2020   | Senay wechselte am Ende der fünften Folge vom „Märchenschloss“ in den „Märchenwald“                                                                      | Senay wechselte am Ende der fünften Folge vom „Märchenschloss“ in den „Märchenwald“                                                                      | Zuschauerabstimmung |
| 11. August 2020   | Kathy Emmy Ikke Katy Mischa▲ | Jasmin Elene Adela Ramin Jenny Udo Simone Sascha Werner Senay▼                                                                                           | |
| 12. August 2020   | Werner wechselte am Ende der sechsten Folge vom „Märchenwald“ in das „Märchenschloss“                                                                    | Werner wechselte am Ende der sechsten Folge vom „Märchenwald“ in das „Märchenschloss“                                                                    | Entscheidung der Bewohner „Märchenschloss“ |
| 12. August 2020   | Emmy und Mischa wechselten am Ende der sechsten Folge vom „Märchenschloss“ in den „Märchenwald“                                                          | Emmy und Mischa wechselten am Ende der sechsten Folge vom „Märchenschloss“ in den „Märchenwald“                                                          | Zuschauerabstimmung |
| 12. August 2020   | Kathy Ikke Katy Werner▲ | Jasmin Elene Adela Ramin Jenny Udo Simone Sascha Senay Emmy▼ Mischa▼                                                                                     | Jenny entschied sich im Laufe des Tages, die Show freiwillig zu verlassen. Senay entschied sich während der Livesendung, die Show freiwillig zu verlassen.                                                     |
| 13. August 2020   | Elene, Jasmin und Adela wechselten am Ende der siebten Folge vom „Märchenwald“ in das „Märchenschloss“                                                   | Elene, Jasmin und Adela wechselten am Ende der siebten Folge vom „Märchenwald“ in das „Märchenschloss“                                                   | Entscheidung der Bewohner „Märchenschloss“ |
| 13. August 2020   | Adela wechselte am Ende der siebten Folge vom „Märchenschloss“ in den „Märchenwald“                                                                      | Adela wechselte am Ende der siebten Folge vom „Märchenschloss“ in den „Märchenwald“                                                                      | Zuschauerabstimmung |
| 13. August 2020   | Kathy Ikke Katy Werner Elene▲ Jasmin▲ | Ramin Udo Simone Sascha Emmy Mischa Adela▲▼ | |
| 14. August 2020   | Alessia zog am Ende der achten Folge in den Bereich „Märchenwald“ ein.                                                                                   | Alessia zog am Ende der achten Folge in den Bereich „Märchenwald“ ein.                                                                                   | |
| 14. August 2020   | Kathy Ikke Katy Werner Elene Jasmin | Ramin Udo Simone Sascha Emmy Mischa Adela Alessia | Jasmin bekam die wenigsten Anrufe und musste somit die Show verlassen. |
| 15. August 2020   | Ramin, Udo, Simone, Sascha, Emmy, Mischa, Adela und Alessia wechselten während der neunten Folge vom „Märchenwald“ ins „Märchenschloss“                  | Ramin, Udo, Simone, Sascha, Emmy, Mischa, Adela und Alessia wechselten während der neunten Folge vom „Märchenwald“ ins „Märchenschloss“                  | Spielergebnis |
| 15. August 2020   | Kathy, Ikke, Katy, Werner und Elene wechselten während der neunten Folge vom „Märchenschloss“ in den „Märchenwald“                                       | | Spielergebnis |
| 15. August 2020   | Emmy und Alessia wechselten am Ende der neunten Folge vom „Märchenschloss“ in den „Märchenwald“                                                          | Emmy und Alessia wechselten am Ende der neunten Folge vom „Märchenschloss“ in den „Märchenwald“                                                          | Zuschauerabstimmung |
| 15. August 2020   | Ramin▲ Udo▲ Simone▲ Sascha▲ Mischa▲ Adela▲ | Kathy▼ Ikke▼ Katy▼ Werner▼ Elene▼ Emmy▲▼ Alessia▲▼ | |
| 16. August 2020   | Simone wechselte gegen Ende der zehnten Folge vom „Märchenschloss“ in den „Märchenwald“                                                                  | Simone wechselte gegen Ende der zehnten Folge vom „Märchenschloss“ in den „Märchenwald“                                                                  | Entscheidung der Bewohner „Märchenwald“ |
| 16. August 2020   | Simone wechselte am Ende der zehnten Folge vom „Märchenwald“ in das „Märchenschloss“                                                                     | Simone wechselte am Ende der zehnten Folge vom „Märchenwald“ in das „Märchenschloss“                                                                     | Zuschauerabstimmung |
| 16. August 2020   | Ramin Udo Sascha Mischa Adela Simone▼▲ | Kathy Ikke Katy Werner Elene Emmy Alessia | |
| 17. August 2020   | Aaron zog am Ende der elften Folge in den Bereich „Märchenwald“ ein.                                                                                     | Aaron zog am Ende der elften Folge in den Bereich „Märchenwald“ ein.                                                                                     | |
| 17. August 2020   | Ramin Udo Sascha Mischa Adela Simone | Kathy Ikke Katy Werner Elene Emmy Alessia Aaron | Alessia bekam die wenigsten Anrufe und musste somit die Show verlassen. Elene entschied sich in der Nacht vom 17. zum 18. August die Show freiwillig zu verlassen.                                             |
| 18. August 2020   | Ramin, Udo, Sascha, Mischa, Adela und Simone wechselten während der zwölften Folge vom „Märchenschloss“ in den „Märchenwald“                             | Ramin, Udo, Sascha, Mischa, Adela und Simone wechselten während der zwölften Folge vom „Märchenschloss“ in den „Märchenwald“                             | Spielergebnis |
| 18. August 2020   | Werner und Ikke wechselten am Ende der zwölften Folge vom „Märchenwald“ ins „Märchenschloss“                                                             | Werner und Ikke wechselten am Ende der zwölften Folge vom „Märchenwald“ ins „Märchenschloss“                                                             | Zuschauerabstimmung |
| 18. August 2020   | Werner▲ Ikke▲ | Kathy Katy Emmy Aaron Ramin▼ Udo▼ Sascha▼ Mischa▼ Adela▼ Simone▼                                                                                         | |
| 19. August 2020   | Sascha wechselte gegen Ende der 13. Folge vom „Märchenwald“ ins „Märchenschloss“                                                                         | Sascha wechselte gegen Ende der 13. Folge vom „Märchenwald“ ins „Märchenschloss“                                                                         | Entscheidung der Bewohner „Märchenschloss“ |
| 19. August 2020   | Emmy wechselte gegen Ende der 13. Folge vom „Märchenwald“ ins „Märchenschloss“                                                                           | Emmy wechselte gegen Ende der 13. Folge vom „Märchenwald“ ins „Märchenschloss“                                                                           | Entscheidung von Sascha |
| 19. August 2020   | Emmy wechselte am Ende der 13. Folge vom „Märchenschloss“ in den „Märchenwald“                                                                           | Emmy wechselte am Ende der 13. Folge vom „Märchenschloss“ in den „Märchenwald“                                                                           | Zuschauerabstimmung |
| 19. August 2020   | Werner Ikke Sascha▲ | Kathy Katy Aaron Ramin Udo Mischa Adela Simone Emmy▲▼ | |
| 20. August 2020   | Katy, Kathy und Emmy wechselte gegen Ende der 14. Folge vom „Märchenwald“ ins „Märchenschloss“                                                           | Katy, Kathy und Emmy wechselte gegen Ende der 14. Folge vom „Märchenwald“ ins „Märchenschloss“                                                           | Entscheidung der Bewohner „Märchenwald“ |
| 20. August 2020   | Sascha und Katy wechselten am Ende der 14. Folge vom „Märchenschloss“ in den „Märchenwald“                                                               | Sascha und Katy wechselten am Ende der 14. Folge vom „Märchenschloss“ in den „Märchenwald“                                                               | Zuschauerabstimmung |
| 20. August 2020   | Werner Ikke Emmy▲ Kathy▲ | Aaron Ramin Udo Mischa Adela Simone Sascha▼ Katy▲▼ | |
| 21. August 2020   | Aaron, Ramin, Udo und Sascha wechselten am Anfang der 15. Folge vom „Märchenwald“ ins „Märchenschloss“                                                   | Aaron, Ramin, Udo und Sascha wechselten am Anfang der 15. Folge vom „Märchenwald“ ins „Märchenschloss“                                                   | Spielergebnis |
| 21. August 2020   | Werner und Ikke wechselten am Anfang der 15. Folge vom „Märchenschloss“ in den „Märchenwald“                                                             | | Spielergebnis |
| 21. August 2020   | Emmy Kathy Aaron▲ Ramin▲ Udo▲ Sascha▲ | Mischa Adela Simone Katy Werner▼ Ikke▼ | Udo bekam die wenigsten Anrufe und musste somit die Show verlassen. |
| 22. August 2020   | Emmy Kathy Aaron Ramin Sascha | Mischa Adela Simone Katy Werner Ikke | Adela bekam die wenigsten Anrufe und musste somit die Show verlassen. |
| 23. August 2020   | Emmy Kathy Aaron Ramin Sascha | Mischa Simone Katy Werner Ikke | Sascha bekam die wenigsten Anrufe und musste somit die Show verlassen. |
| 24. August 2020   | Emmy, Kathy, Aaron und Ramin wechselten am Anfang der 18. Folge vom „Märchenschloss“ in den „Märchenwald“                                                | Emmy, Kathy, Aaron und Ramin wechselten am Anfang der 18. Folge vom „Märchenschloss“ in den „Märchenwald“                                                | Regieanweisung wegen diverser Regelverstöße |
| 24. August 2020   | | Mischa Simone Katy Werner Ikke Emmy▼ Kathy▼ Aaron▼ Ramin▼                                                                                                | Aaron bekam die wenigsten Anrufe und musste somit die Show verlassen. |
| 25. August 2020   | | Mischa Simone Katy Werner Ikke Emmy Kathy Ramin | Ramin bekam die wenigsten Anrufe und musste somit die Show verlassen. |
| 26. August 2020   | | Mischa Simone Katy Werner Ikke Emmy Kathy | Simone bekam die wenigsten Anrufe und musste somit die Show verlassen. |
| 27. August 2020   | Mischa, Werner und Ikke wechselten während der 21. Folge, vor Bekanntgabe des ersten Exits vom „Märchenwald“ in das „Märchenschloss“                     | Mischa, Werner und Ikke wechselten während der 21. Folge, vor Bekanntgabe des ersten Exits vom „Märchenwald“ in das „Märchenschloss“                     | Entscheidung Big Brother |
| 27. August 2020   | Kathy wechselte während der 21. Folge, während der Bekanntgabe des ersten Exits vom „Märchenwald“ in das „Märchenschloss“                                | | Entscheidung Big Brother |
| 27. August 2020   | Emmy wechselte während der 21. Folge, nach Bekanntgabe des ersten Exits vom „Märchenwald“ in das „Märchenschloss“                                        | | Entscheidung Big Brother |
| 27. August 2020   | Mischa▲ Werner▲ Ikke▲ Kathy▲ Emmy▲ | Katy | Katy bekam in der ersten Abstimmung die wenigsten Anrufe und musste somit die Show verlassen. Emmy bekam in der zweiten Abstimmung die wenigsten Anrufe und musste somit ebenfalls die Show verlassen.         |
| 28. August 2020   | Ikke Kathy Mischa Werner | | Ikke musste das Märchenschloss während des Finales als Erster verlassen. Ihm folgte Kathy. Mischa bekam weniger Anrufe als Werner, der damit als Letzter im Märchenschloss blieb und die achte Staffel gewann. |

Legende:

▲ Wechsel in den Bereich „Märchenschloss“

▼ Wechsel in den Bereich „Märchenwald“

## Wettkämpfe

### Matches
Die Teilnehmer aus dem armen Bereich „Märchenwald“ traten bis zum 21. August  in der „Arena“ an, um einzeln oder zu mehreren miteinander zusätzliches Guthaben für den Supermarkt-Einkauf zu erspielen. Die Kandidaten für einen solchen in der Show als „Match“ bezeichneten Wettkampf wurden entweder durch die Märchenwaldbewohner selbst oder durch die Regie bestimmt.
Seltener ging es um ein Bereichswechsel, mit Teilnahme auch der Märchenschlossbewohner.
| Datum           | Kandidat(en)                                                             | Spiel                                            | Maximaler Gewinn                                                           | Erspielter Gewinn       |
| --------------- | ------------------------------------------------------------------------ | ------------------------------------------------ | -------------------------------------------------------------------------- | ----------------------- |
| 7. August 2020  | Adela Claudia Elene Emmy Ikke Jasmin Jenny Kathy Mischa Sascha Senay Udo | Tischlein deck dich                              | 12 €                                                                       | 4,39 €                  |
| 8. August 2020  | Katy Mischa Ramin                                                        | Dornröschen (mit Ginger Costello-Wollersheim)    | 10 €                                                                       | 10 €                    |
| 9. August 2020  | Jenny Jasmin Adela Emmy                                                  | Alice im Wunderland                              | 10 €                                                                       | 10 €                    |
| 10. August 2020 | Katy Elene Emmy                                                          | Schwanensee                                      | 10 €                                                                       | 2 €                     |
| 11. August 2020 | Werner Elene                                                             | Rotkäppchen                                      | 10 €                                                                       | 0 €                     |
| 12. August 2020 | Simone Sascha Udo                                                        | Schneewittchen (mit Ginger Costello-Wollersheim) | 9 €                                                                        | 0 €                     |
| 13. August 2020 | Ramin Mischa Emmy                                                        | Aschenputtel                                     | 20 €                                                                       | 11 €                    |
| 15. August 2020 | Emmy                                                                     | Hans und die Bohnenranke                         | Ergebnis und Konsequenz                                                    | Ergebnis und Konsequenz |
| 15. August 2020 | Emmy                                                                     | Hans und die Bohnenranke                         | Sieg: Alle Bewohner wechseln ihre Bereiche                                 |                         |
| 15. August 2020 | Ikke Elene Katy Kathy                                                    | Sindbad                                          | 5 €                                                                        | 0 €                     |
| 16. August 2020 | Alessia Kathy Katy                                                       | Prinzessin unter der Erbse                       | 7 €                                                                        | 7 €                     |
| 17. August 2020 | Ikke Katy Emmy Alessia                                                   | Rapunzel (mit Ginger Costello-Wollersheim)       | 7 €                                                                        | 2,80 €                  |
| 18. August 2020 | Mischa Ramin Adela                                                       | Packesel                                         | Ergebnis und Konsequenz                                                    | Ergebnis und Konsequenz |
| 18. August 2020 | Mischa Ramin Adela                                                       | Packesel                                         | Niederlage: Alle Bewohner des Märchenschlosses wechseln in den Märchenwald |                         |
| 19. August 2020 | Aaron Adela Katy Simone                                                  | Froschkönig                                      | 10 €                                                                       | 10 €                    |
| 20. August 2020 | Mischa Ramin Udo Emmy                                                    | Zwergenpost (mit Ginger Costello-Wollersheim)    | 9 €                                                                        | 0,80 €                  |
| 21. August 2020 | Mischa Adela Katy                                                        | Frau Holle                                       | 6 €                                                                        | 6 €                     |
| 28. August 2020 | Ikke Werner Mischa Kathy                                                 | Zwergenpost (mit Ginger Costello-Wollersheim)    | Ergebnis und Konsequenz                                                    | Ergebnis und Konsequenz |
| 28. August 2020 | Ikke Werner Mischa Kathy                                                 | Zwergenpost (mit Ginger Costello-Wollersheim)    | Niederlage: Die Bewohner durften keine Rede halten.                        |                         |
| Anmerkungen: 1. |                                                                          |                                                  |                                                                            |                         |

### Duelle
Neben den „Matches“ gegen die Zeit gab es bereichsübergreifende Wettkämpfe von Bewohnern gegeneinander, die in der Show als „Duell“ oder „Spiel“ bezeichnet wurden. Deren Ergebnis hatte Auswirkungen auf die Nominierungen desselben Tages; seltener auf den Wohnbereich der einzelnen Bewohner.
Ab dem 21. August fanden täglich „Duelle“ statt; zuvor gab es sie nur montags und freitags.
| Datum                 | Kandidaten                | Kandidaten                | Spiel                                         | Gewinner                | Konsequenz |
| --------------------- | ------------------------- | ------------------------- | --------------------------------------------- | ----------------------- | --- |
| 10. August 2020       | Udo                       | Claudia                   | „Höchster Turm aus Bauklötzen“                | Udo                     | Udo durfte vor der Bewohnerabstimmung bestimmen, wessen Stimme bei der Rauswahl nicht zählen sollte. Er wählte Elene.                                                                                 |
| 14. August 2020       | Elene Werner Jasmin Ramin | Elene Werner Jasmin Ramin | Wohlgemerkt                                   | Elene                   | Elene steht nicht mehr auf der Nominierungsliste. |
| 17. August 2020       | Ikke                      | Ramin                     | „Doppel-Flaschen rütteln“                     | Ramin                   | Für die Nominierung am selben Tag erhält der komplette Gewinnerbereich „Märchenschloss“ Nominierungsschutz.                                                                                           |
| 21. August 2020       | Mischa                    | Ramin                     | Quartett: „Fragen-Spiel rund um die Bewohner“ | Ramin                   | Ramin wechselt in das „Märchenschloss“ Mischa bleibt im „Märchenwald“ |
| 21. August 2020       | Kathy                     | Werner                    | Quartett: „Fragen-Spiel rund um die Bewohner“ | Kathy                   | Kathy bleibt im „Märchenschloss“ Werner wechselt in den „Märchenwald“ |
| 21. August 2020       | Emmy                      | Ikke                      | Quartett: „Fragen-Spiel rund um die Bewohner“ | Emmy                    | Emmy bleibt im „Märchenschloss“ Ikke wechselt in den „Märchenwald“ |
| 21. August 2020       | Udo                       | Katy                      | Quartett: „Fragen-Spiel rund um die Bewohner“ | Udo                     | Udo wechselt in das „Märchenschloss“ Katy bleibt im „Märchenwald“ |
| 21. August 2020       | Adela                     | Aaron                     | Quartett: „Fragen-Spiel rund um die Bewohner“ | Aaron                   | Aaron wechselt in das „Märchenschloss“ Adela bleibt im „Märchenwald“ |
| 21. August 2020       | Simone                    | Sascha                    | Quartett: „Fragen-Spiel rund um die Bewohner“ | Sascha                  | Sascha wechselt in das „Märchenschloss“ Simone bleibt im „Märchenwald“ |
| 22. August 2020       | Emmy Sascha               | Ikke Simone               | Sterntaler                                    | Emmy Sascha             | Für die Nominierung am selben Tag erhält der komplette Gewinnerbereich „Märchenschloss“ Nominierungsschutz.                                                                                           |
| 23. August 2020       | Aaron                     | Ikke                      | Thronfolger                                   | Aaron                   | Für die Nominierung am selben Tag erhält Aaron Nominierungsschutz. Ikke ist dafür direkt nominiert.                                                                                                   |
| 24. August 2020       | Kathy Mischa              | Simone Katy               | Die kleine Meerjungfrau                       | Simone Katy             | Simone und Katy qualifizieren sich für ein weiteres Duell gegeneinander. |
| 24. August 2020       | Simone                    | Katy                      | Beer Pong                                     | Katy                    | Für die Nominierung am selben Tag erhält Katy eine übertragbare Nominierungsschutzkarte und Simone eine übertragbare Nominierungskarte (deren Inhaber direkt auf die Nominierungsliste gesetzt wird). |
| 25. August 2020       | Werner Ikke Mischa Katy   | Kathy Simone Ramin Emmy   | Ritterduell (mit Ginger Costello-Wollersheim) | Werner Ikke Mischa Katy | Werner musste angeben, welches seiner Teammitglieder Nominierungsschutz bekommt, er nannte Katy. Kathy musste angeben, welches Teammitglied nominiert werden soll, sie nannte Ramin.                  |
| 26. August 2020       | Katy Mischa               | Emmy Simone               | Männer gegen Frauen                           | Katy Mischa             | Die Nominierungen am selben Tag durch die Männer zählen doppelt. |
| 27. August 2020       | Ikke Emmy Kathy           | Mischa Katy Werner        | Captain Hook gegen Peter Pan                  | Mischa Katy Werner      | Die Angehörigen des Gewinnerteams nominieren zwei Bewohner, die Angehörigen des Verliererteams einen Bewohner                                                                                         |
| 28. August 2020       | Ikke Werner               | Mischa Kathy              | Quartett: „Fragen-Spiel rund um die Bewohner“ | Ikke Werner             | Ikke und Werner durften jeweils eine 15-sekündige Rede halten. |
| 28. August 2020       | Werner Kathy Mischa       | Werner Kathy Mischa       | Supermarkt-Einkauf                            | Mischa                  | Mischa durfte eine 30-sekündige Rede halten. |
| 28. August 2020       | Werner                    | Mischa                    | Thronfolger                                   | Mischa                  | Mischa durfte eine einminütige Rede halten. |
| Anmerkungen: 1. 2. 3. |                           |                           |                                               |                         | |

### Einkäufe
In dieser Staffel durften die Zuschauer in der Sat.1-App während der Sendung abstimmen, welcher  Bewohner des Märchenwaldes im „Knusperhäuschen“ einkaufen sollte. Dieser hatte ein Grundbudget von 1 € pro Waldbewohner plus das aus den Matches gewonnene Budget zur Verfügung. Das beim Einkauf nicht verbrauchte Guthaben verfiel. Die Einkaufszeit belief sich anfangs auf eine Minute, ab dem 22. August waren es 30 Sekunden. Aufgrund von Regelverstößen stand den Bewohnern ab dem 24. August nur noch das Grundbudget von 5 € (anstelle von 9, 8, 7 bzw. 6 €) zur Verfügung.
| Datum                       | Kandidat | Zeit        | Budget  | Ausgegeben | Rest   |
| --------------------------- | -------- | ----------- | ------- | ---------- | ------ |
| 7. August 2020              | Emmy     | 1 Minute    | 16,39 € | 9,47 €     | 6,92 € |
| 8. August 2020              | Emmy     | 1 Minute    | 20,00 € | 19,30 €    | 0,70 € |
| 9. August 2020              | Emmy     | 1 Minute    | 20,00 € | 19,86 €    | 0,14 € |
| 10. August 2020             | Emmy     | 1 Minute    | 12,00 € | 11,48 €    | 0,52 € |
| 11. August 2020             | Jenny    | 1 Minute    | 10,00 € | 8,33 €     | 1,67 € |
| 12. August 2020             | Senay    | 1 Minute    | 9,00 €  | 8,96 €     | 0,04 € |
| 13. August 2020             | Emmy     | 1 Minute    | 20,00 € | 17,21 €    | 2,79 € |
| 14. August 2020             | Emmy     | 1 Minute    | 7,00 €  | 5,86 €     | 1,14 € |
| 15. August 2020             | Ikke     | 1 Minute    | 5,00 €  | 4,94 €     | 0,06 € |
| 16. August 2020             | Emmy     | 1 Minute    | 14,00 € | 13,80 €    | 0,20 € |
| 17. August 2020             | Ikke     | 1 Minute    | 9,80 €  | 9,64 €     | 0,16 € |
| 18. August 2020             | Emmy     | 1 Minute    | 12,00 € | 10,70 €    | 1,30 € |
| 19. August 2020             | Emmy     | 1 Minute    | 20,00 € | 19,44 €    | 0,56 € |
| 20. August 2020             | Mischa   | 1 Minute    | 9,80 €  | 9,53 €     | 0,27 € |
| 21. August 2020             | Ikke     | 1 Minute    | 12,00 € | 11,95 €    | 0,05 € |
| 22. August 2020             | Ikke     | 30 Sekunden | 6,00 €  | 4,38 €     | 1,62 € |
| 23. August 2020             | Ikke     | 30 Sekunden | 5,00 €  | 3,75 €     | 1,25 € |
| 24. August 2020             | Emmy     | 30 Sekunden | 5,00 €  | 4,72 €     | 0,28 € |
| 25. August 2020             | Kathy    | 30 Sekunden | 5,00 €  | 3,16 €     | 1,84 € |
| 26. August 2020             | Katy     | 30 Sekunden | 5,00 €  | 1,69 €     | 3,31 € |
| 27. August 2020             | Werner   | 30 Sekunden | 5,00 €  | 1,08 €     | 3,92 € |
| Anmerkungen: 1. 2. 3. 4. 5. |          |             |         |            |        |

## Nominierungen
Die Bewohner nominierten in der Regel einen, seltener zwei der anderen Bewohner für das Zuschauervoting. Die Nominierung erfolgte für die anderen Teilnehmer geheim im Sprechzimmer (Ausnahme: Am 23. und 25. August nominierte jeder vor den anderen Bewohnern in der Arena). Die Zuschauer bestimmten am Ende der Folge, wer von den Meistnominierten die Show verlassen musste. Die erste Nominierung am 10. August 2020 fand mit drei Tagen nach Staffelpremiere so früh wie noch nie zuvor statt. Im Halbfinale am 27. August gab es zwei Nominierungsrunden.
| | Runde 1 10. Aug. 2020    | Runde 2 14. Aug. 2020           | Runde 3 17. Aug. 2020                | Runde 4 21. Aug. 2020          | Runde 5 22. Aug. 2020          | Runde 6 23. Aug. 2020          | Runde 7 24. Aug. 2020          | Runde 8 25. Aug. 2020          | Runde 9 26. Aug. 2020          | Runde 10 27. Aug. 2020         | Runde 11 27. Aug. 2020         | Finale 28. Aug. 2020           | Finale 28. Aug. 2020           |
| --- | ------------------------ | ------------------------------- | ------------------------------------ | ------------------------------ | ------------------------------ | ------------------------------ | ------------------------------ | ------------------------------ | ------------------------------ | ------------------------------ | ------------------------------ | ------------------------------ | ------------------------------ |
| Werner | Claudia                  | Adela Udo                       | Elene                                | Udo Adela                      | Simone                         | Sascha                         | Emmy                           | Emmy                           | Emmy                           | Emmy Katy                      | Emmy                           | Gewinner                       | Gewinner                       |
| Mischa | Claudia                  | Werner Jasmin                   | Elene                                | Udo Sascha                     | Werner                         | Sascha                         | Emmy                           | Emmy                           | Emmy                           | Emmy Katy                      | Emmy                           | Zweitplatzierter               | Zweitplatzierter               |
| Kathy | Udo                      | Ramin Werner                    | Elene                                | Udo Ramin                      | Keine Nominierung              | Mischa                         | Ramin                          | Simone                         | Simone                         | Katy                           | Mischa                         | Drittplatzierte                | Drittplatzierte                |
| Ikke | Claudia                  | Ramin Mischa                    | Elene                                | Aaron Ramin                    | Adela                          | Ramin                          | Ramin                          | Emmy                           | Kathy                          | Kathy                          | Kathy                          | Viertplatzierter               | Viertplatzierter               |
| Emmy | Udo                      | Kathy Jasmin                    | Elene                                | Katy Udo                       | Keine Nominierung              | Ramin                          | Ramin                          | Simone                         | Werner                         | Katy                           | Mischa                         | rausgewählt (27. Aug.)         | rausgewählt (27. Aug.)         |
| Katy | Udo                      | Ramin Sascha                    | Elene                                | Udo Ramin                      | Adela                          | Sascha                         | Ramin                          | Simone                         | Simone                         | Ikke Kathy                     | rausgewählt (27. Aug.)         | rausgewählt (27. Aug.)         | rausgewählt (27. Aug.)         |
| Simone | Udo                      | Emmy Mischa                     | Elene                                | Udo Aaron                      | Katy                           | Sascha                         | Emmy                           | Emmy                           | Emmy                           | rausgewählt (26. Aug.)         | rausgewählt (26. Aug.)         | rausgewählt (26. Aug.)         | rausgewählt (26. Aug.)         |
| Ramin | Udo                      | Katy Ikke                       | Elene                                | Udo Ikke                       | Keine Nominierung              | Katy                           | Ikke                           | Ikke                           | rausgewählt (25. Aug.)         | rausgewählt (25. Aug.)         | rausgewählt (25. Aug.)         | rausgewählt (25. Aug.)         | rausgewählt (25. Aug.)         |
| Aaron | nicht im Haus            | nicht im Haus                   | nicht im Haus                        | Udo Ramin                      | Keine Nominierung              | Ramin                          | Ramin                          | rausgewählt (24. Aug.)         | rausgewählt (24. Aug.)         | rausgewählt (24. Aug.)         | rausgewählt (24. Aug.)         | rausgewählt (24. Aug.)         | rausgewählt (24. Aug.)         |
| Sascha | Claudia                  | Jasmin Werner                   | Alessia                              | Udo Ramin                      | Keine Nominierung              | Ramin                          | rausgewählt (23. Aug.)         | rausgewählt (23. Aug.)         | rausgewählt (23. Aug.)         | rausgewählt (23. Aug.)         | rausgewählt (23. Aug.)         | rausgewählt (23. Aug.)         | rausgewählt (23. Aug.)         |
| Adela | Claudia                  | Werner Kathy                    | Elene                                | Udo Katy                       | Werner                         | rausgewählt (22. Aug.)         | rausgewählt (22. Aug.)         | rausgewählt (22. Aug.)         | rausgewählt (22. Aug.)         | rausgewählt (22. Aug.)         | rausgewählt (22. Aug.)         | rausgewählt (22. Aug.)         | rausgewählt (22. Aug.)         |
| Udo | Keine Nominierung        | Katy Jasmin                     | Alessia                              | Ramin Simone                   | rausgewählt (21. Aug.)         | rausgewählt (21. Aug.)         | rausgewählt (21. Aug.)         | rausgewählt (21. Aug.)         | rausgewählt (21. Aug.)         | rausgewählt (21. Aug.)         | rausgewählt (21. Aug.)         | rausgewählt (21. Aug.)         | rausgewählt (21. Aug.)         |
| Elene | Claudia                  | Werner Ramin                    | Katy                                 | freiwilliger Auszug (18. Aug.) | freiwilliger Auszug (18. Aug.) | freiwilliger Auszug (18. Aug.) | freiwilliger Auszug (18. Aug.) | freiwilliger Auszug (18. Aug.) | freiwilliger Auszug (18. Aug.) | freiwilliger Auszug (18. Aug.) | freiwilliger Auszug (18. Aug.) | freiwilliger Auszug (18. Aug.) | freiwilliger Auszug (18. Aug.) |
| Alessia | nicht im Haus            | nicht im Haus                   | Elene                                | rausgewählt (17. Aug.)         | rausgewählt (17. Aug.)         | rausgewählt (17. Aug.)         | rausgewählt (17. Aug.)         | rausgewählt (17. Aug.)         | rausgewählt (17. Aug.)         | rausgewählt (17. Aug.)         | rausgewählt (17. Aug.)         | rausgewählt (17. Aug.)         | rausgewählt (17. Aug.)         |
| Jasmin | Claudia                  | Sascha Mischa                   | rausgewählt (14. Aug.)               | rausgewählt (14. Aug.)         | rausgewählt (14. Aug.)         | rausgewählt (14. Aug.)         | rausgewählt (14. Aug.)         | rausgewählt (14. Aug.)         | rausgewählt (14. Aug.)         | rausgewählt (14. Aug.)         | rausgewählt (14. Aug.)         | rausgewählt (14. Aug.)         | rausgewählt (14. Aug.)         |
| Senay | Udo                      | freiwilliger Auszug (12. Aug.)  | freiwilliger Auszug (12. Aug.)       | freiwilliger Auszug (12. Aug.) | freiwilliger Auszug (12. Aug.) | freiwilliger Auszug (12. Aug.) | freiwilliger Auszug (12. Aug.) | freiwilliger Auszug (12. Aug.) | freiwilliger Auszug (12. Aug.) | freiwilliger Auszug (12. Aug.) | freiwilliger Auszug (12. Aug.) | freiwilliger Auszug (12. Aug.) | freiwilliger Auszug (12. Aug.) |
| Jenny | Claudia                  | freiwilliger Auszug (12. Aug.)  | freiwilliger Auszug (12. Aug.)       | freiwilliger Auszug (12. Aug.) | freiwilliger Auszug (12. Aug.) | freiwilliger Auszug (12. Aug.) | freiwilliger Auszug (12. Aug.) | freiwilliger Auszug (12. Aug.) | freiwilliger Auszug (12. Aug.) | freiwilliger Auszug (12. Aug.) | freiwilliger Auszug (12. Aug.) | freiwilliger Auszug (12. Aug.) | freiwilliger Auszug (12. Aug.) |
| Claudia | Keine Nominierung        | rausgewählt (10. Aug.)          | rausgewählt (10. Aug.)               | rausgewählt (10. Aug.)         | rausgewählt (10. Aug.)         | rausgewählt (10. Aug.)         | rausgewählt (10. Aug.)         | rausgewählt (10. Aug.)         | rausgewählt (10. Aug.)         | rausgewählt (10. Aug.)         | rausgewählt (10. Aug.)         | rausgewählt (10. Aug.)         | rausgewählt (10. Aug.)         |
| | Runde 1 10. Aug. 2020    | Runde 2 14. Aug. 2020           | Runde 3 17. Aug. 2020                | Runde 4 21. Aug. 2020          | Runde 5 22. Aug. 2020          | Runde 6 23. Aug. 2020          | Runde 7 24. Aug. 2020          | Runde 8 25. Aug. 2020          | Runde 9 26. Aug. 2020          | Runde 10 27. Aug. 2020         | Runde 11 27. Aug. 2020         | Finale 28. Aug. 2020           | Finale 28. Aug. 2020           |
| Freiwilliger Auszug |                          | Jenny Senay                     |                                      | Elene                          |                                |                                |                                |                                |                                |                                |                                |                                |                                |
| Nominierungs- schutz |                          |                                 | Ramin Udo Sascha Mischa Adela Simone |                                | Emmy Kathy Aaron Ramin Sascha  | Alle Frauen Aaron              | Katy                           | Katy                           |                                |                                |                                |                                |                                |
| Nominiert | Claudia Udo              | Jenny Elene Werner Jasmin Ramin | Elene Alessia                        | Udo Ramin                      | Adela Werner                   | Ikke Sascha Ramin              | Aaron Ramin Emmy               | Ramin Emmy Simone              | Emmy Simone                    | Katy Emmy Kathy                | Mischa Emmy                    |                                |                                |
| Rauswahl | Claudia 7 von 13 Stimmen | Jasmin                          | Alessia                              | Udo 44,17 %                    | Adela 11,63 %                  | Sascha 22,28 %                 | Aaron 26,47 %                  | Ramin 31,24 %                  | Simone 49,53 %                 | Katy 18,61 %                   | Emmy 38,08 %                   | Ikke                           | Ikke                           |
| Rauswahl | Claudia 7 von 13 Stimmen | Jasmin                          | Alessia                              | Udo 44,17 %                    | Adela 11,63 %                  | Sascha 22,28 %                 | Aaron 26,47 %                  | Ramin 31,24 %                  | Simone 49,53 %                 | Katy 18,61 %                   | Emmy 38,08 %                   | Kathy                          | Mischa 34,53 %                 |
| Rauswahl | Claudia 7 von 13 Stimmen | Jasmin                          | Alessia                              | Udo 44,17 %                    | Adela 11,63 %                  | Sascha 22,28 %                 | Aaron 26,47 %                  | Ramin 31,24 %                  | Simone 49,53 %                 | Katy 18,61 %                   | Emmy 38,08 %                   | Werner 65,47 %                 |                                |
| Farblegende:Stimme gegen den Verbleib im HausBewohner bereits vor der Bewohnernominierung nominiert gewesen Anmerkungen: 1. 2. 3. 4. 5. 6. 7. 8. 9. 10. 11. 12. 13. 14. |                          |                                 |                                      |                                |                                |                                |                                |                                |                                |                                |                                |                                |                                |

## Ausstrahlung und Produktion
Das Ausstrahlungsschema wurde gegenüber vorheriger Staffeln verändert. Erstmals wurde die Show über drei Wochen statt bislang zwei täglich live auf Sat.1 ausgestrahlt. Die erste Folge wurde am Freitag, den 7. August 2020, gezeigt, das Finale fand am Freitag, den 28. August 2020, statt. Die Montags- und Freitagsausgaben sowie alle Ausgaben der dritten Woche starteten um 20:15 Uhr, restliche um 22:15 Uhr.
| Montag                     | Dienstag                                   | Mittwoch                                   | Donnerstag                                 | Freitag                    | Samstag                          | Sonntag                          |
| -------------------------- | ------------------------------------------ | ------------------------------------------ | ------------------------------------------ | -------------------------- | -------------------------------- | -------------------------------- |
| Große Liveshow (20:15 Uhr) | Tageszusammenfassung (22:15 Uhr/20:15 Uhr) | Tageszusammenfassung (22:15 Uhr/20:15 Uhr) | Tageszusammenfassung (22:15 Uhr/20:15 Uhr) | Große Liveshow (20:15 Uhr) | Tageszusammenfassung (22:15 Uhr) | Tageszusammenfassung (22:15 Uhr) |

Die Moderation für die von Endemol Shine Germany in den MMC Studios Köln produzierte Show übernahmen erneut Jochen Schropp und Marlene Lufen gemeinsam. Erstmals seit der vierten Staffel gab es wieder die komplette Staffel durchgehend Live-Publikum. Aufgrund der COVID-19-Pandemie in Deutschland wurden jedoch unter Berücksichtigung aller behördlichen Auflagen umfangreiche Maßnahmen durchgeführt. Unter anderem war das Publikum auf 100 Personen begrenzt und auf feste Platzierungen auf der Tribüne nach geltenden Abstandsregeln zugeordnet.
Mehr davon von Lotte wurde als Titelsong der Staffel sowie auch als Übergang zu den Werbepausen genutzt. Die menschliche Stimme von Big Brother war erneut Phil Daub, die Trailer und zusammenfassenden Kommentare wurden erneut von Pat Murphy gesprochen.
Erneut wurde kein Livestream aus dem Haus angeboten.

## Episodenliste
| Folge | Datum           | Titel                                                        | Laufzeit    | Laufzeit     |
| Folge | Datum           | Titel                                                        | Mit Werbung | Ohne Werbung |
| --- | --------------- | ------------------------------------------------------------ | ----------- | ------------ |
| 01 | 07. August 2020 | Tag 1: Sechzehn Einzüge und erste Tränen                     | 252 Min.    | 213 Min.     |
| Studiogäste: Lorenz Büffel, Knossi, Katy Bähm, Ramin Abtin, Simone Mecky-Ballack, Werner Hansch                          |                 |                                                              |             |              |
| 02 | 08. August 2020 | Tag 2: Heiße Flirts und Senays Ausraster                     | 112 Min.    | 097 Min.     |
| Studiogast: Ginger Costello-Wollersheim                                                                                  |                 |                                                              |             |              |
| 03 | 09. August 2020 | Tag 3: Drama, Baby!                                          | 097 Min.    | 084 Min.     |
| 04 | 10. August 2020 | Tag 4: Der erste Exit – ein Schock für Katy Bähm!            | 182 Min.    | 144 Min.     |
| Studiogäste: Claudia Obert, Claudia Kohde-Kilsch                                                                         |                 |                                                              |             |              |
| 05 | 11. August 2020 | Tag 5: Ikkes Transformation und Werners tragisches Geheimnis | 103 Min.    | 091 Min.     |
| 06 | 12. August 2020 | Tag 6: Kein Happy End für Jenny und Senay                    | 108 Min.    | 095 Min.     |
| 07 | 13. August 2020 | Tag 7: Ikke Hüftgold teilt eine schmerzhafte Erinnerung      | 097 Min.    | 083 Min.     |
| 08 | 14. August 2020 | Tag 8: Versext und zugenäht – Emmy bekommt Konkurrenz        | 173 Min.    | 137 Min.     |
| Studiogast: Alessia-Millane Herren                                                                                       |                 |                                                              |             |              |
| 09 | 15. August 2020 | Tag 9: Emmy wird bitter enttäuscht                           | 097 Min.    | 083 Min.     |
| 10 | 16. August 2020 | Tag 10: Erst die Party, dann die Eskalation                  | 101 Min.    | 086 Min.     |
| Studiogast: Janine Pink                                                                                                  |                 |                                                              |             |              |
| 11 | 17. August 2020 | Tag 11: Ein neuer Prince Charming fürs Märchenland           | 176 Min.    | 139 Min.     |
| Studiogäste: Reiner Calmund, Willi Herren, Aaron Königs, Alessia-Millane Herren                                          |                 |                                                              |             |              |
| 12 | 18. August 2020 | Tag 12: Elenes Flucht und Aarons Empfang im Märchenwald      | 105 Min.    | 091 Min.     |
| 13 | 19. August 2020 | Tag 13: Von verlorenen Partnern und verlorenen Vätern        | 101 Min.    | 085 Min.     |
| 14 | 20. August 2020 | Tag 14: Katys Selbstinszenierung sorgt für Zoff              | 100 Min.    | 087 Min.     |
| 15 | 21. August 2020 | Tag 15: Simones Ausraster und der siebte Exit                | 181 Min.    | 140 Min.     |
| Studiogäste: Cora Schumacher, Udo Bönstrup                                                                               |                 |                                                              |             |              |
| 16 | 22. August 2020 | Tag 16: Drei Nacktblitzer am Stück – Emmy hat genug!         | 108 Min.    | 093 Min.     |
| Studiogast: Adela Smajic                                                                                                 |                 |                                                              |             |              |
| 17 | 23. August 2020 | Tag 17: Zwischen großen Emotionen und ganz viel nackter Haut | 112 Min.    | 092 Min.     |
| Studiogast: Sascha Heyna                                                                                                 |                 |                                                              |             |              |
| 18 | 24. August 2020 | Tag 18: Regelverstoß – Diese Strafe schockiert die Bewohner! | 167 Min.    | 131 Min.     |
| Studiogast: Aaron Königs                                                                                                 |                 |                                                              |             |              |
| 19 | 25. August 2020 | Tag 19: Ramin packt aus und Emmy steckt ein                  | 125 Min.    | 095 Min.     |
| Studiogast: Ramin Abtin                                                                                                  |                 |                                                              |             |              |
| 20 | 26. August 2020 | Tag 20: Alle gegen Emmy und Big Brothers große Enthüllung    | 137 Min.    | 101 Min.     |
| Studiogast: Simone Mecky-Ballack                                                                                         |                 |                                                              |             |              |
| 21 | 27. August 2020 | Tag 21: Schockierender Doppel-Exit vor dem Finale            | 151 Min.    | 116 Min.     |
| Studiogäste: Simone Mecky-Ballack, Katy Bähm                                                                             |                 |                                                              |             |              |
| 22 | 28. August 2020 | Tag 22: Das spektakuläre Finale 2020                         | 237 Min.    | 187 Min.     |
| Studiogäste: alle regulär ausgeschiedene Teilnehmer der Staffel, Ikke Hüftgold, Kathy Kelly, Mischa Mayer, Werner Hansch |                 |                                                              |             |              |
| Anmerkungen: 1. |                 |                                                              |             |              |

## Zusätzliche Sendungen

### Promi Big Brother – Das jüngste Gerücht
Bereits ab dem 22. Juli 2020 wurde die Webshow Das jüngste Gerücht (auch Gerüchteküche) auf Facebook und IGTV, dem Videoportal von Instagram, veröffentlicht. In den fünf- bis sieben-minütigen Folgen kommentierten und diskutierten Aaron Troschke und YouTuberin Raffaela „Raffa“ Zollo, sowie wechselnde Gäste wie die Siegerin der ersten Staffel Jenny Elvers, Claudia Obert oder YouTuber Mr. Trash TV über alle Spekulationen, wer an der Show teilnehmen könnte. Bis zum 4. August 2020 wurden mittwochs, sonntags sowie einmalig auch dienstags eine neue Folge und somit insgesamt fünf Folgen veröffentlicht.

### Promi Big Brother – Warm up Show mit Aaron
| 1  | 07. August 2020 | Jens „Knossi“ Knossalla     |
| 2  | 08. August 2020 | Lilo von Kiesenwetter       |
| 3  | 09. August 2020 | Ginger Costello-Wollersheim |
| 4  | 10. August 2020 | Yoncé Banks                 |
| 5  | 11. August 2020 | Claudia Obert               |
| 6  | 12. August 2020 | Lorenz Büffel               |
| 7  | 13. August 2020 | Anredo                      |
| 8  | 14. August 2020 | Jens „Knossi“ Knossalla     |
| 9  | 15. August 2020 | Bert Wollersheim            |
| 10 | 16. August 2020 | Janine Pink                 |
| 11 | 17. August 2020 | Jenny Elvers                |
| 12 | 18. August 2020 | Chethrin Schulze            |
| 13 | 19. August 2020 | Christos „Chris“ Manazidis  |
| 14 | 20. August 2020 | Michael Smolik              |
| 15 | 21. August 2020 | Cora Schumacher             |
| 16 | 22. August 2020 | Raffaela „Raffa“ Zollo      |
| 17 | 23. August 2020 | Janina Youssefian           |
| 18 | 24. August 2020 | Jvsted                      |
| 19 | 25. August 2020 | Julian F. M. Stoeckel       |
| 20 | 26. August 2020 | Denise Bröhl                |
| 21 | 27. August 2020 | Almklausi                   |
| 22 | 28. August 2020 | Jens „Knossi“ Knossalla     |

Die Webshow Warm up Show mit Aaron wurde täglich vom 7. bis zum 28. August 2020 20 Minuten vor der Show auf Facebook sowie auf der Website promibigbrother.de übertragen. In der Show kommentierte Aaron Troschke mit einem Studiogast über die Teilnehmer und die anstehende TV-Folge. Außerdem wurden Zuschauerkommentare auf Facebook in die Show miteingebunden. Die Show wurde dort anschließend auf Abruf bereitgestellt.

### Promi Big Brother – Die Late Night Show
Auch dieses Jahr wurde direkt im Anschluss an die Hauptsendung die Live-Late-Night-Show, die von Jochen Bendel und Melissa Khalaj täglich moderiert wurde, vom 7. bis zum 28. August 2020 auf dem privaten Fernsehsender sixx ausgestrahlt.
Im Falle, dass die Hauptsendung die geplante Sendezeit überschreitete, übernahm sixx bzw. die Late-Night-Show das Übertragungssignal von Sat.1 bzw. der Hauptsendung. Die Show endete dennoch planmäßig.

### Promi Big Brother – Raffas Recap
Die kurzminütige Webshow mit dem Titel Raffas Recap wurde ab dem 8. August 2020 täglich ab 7 Uhr auf IGTV veröffentlicht. Dort kommentierte die YouTuberin Raffaela „Raffa“ Zollo die Geschehnisse aus der jeweils neuesten Folge.

### Promi Big Brother – Oberts Märchenstunde
In der Webshow Oberts Märchenstunde kommentierte Claudia Obert vom 9. bis 30. August 2020 Highlights aus der Hauptsendung. Sie wurde mittwochs und sonntags auf promibigbrother.de und Joyn veröffentlicht.

### Märchenhaft! Das wahre Leben der „Promi Big Brother“-Bewohner
Unter dem Titel Märchenhaft! Das wahre Leben der „Promi Big Brother“-Bewohner wurde eine Dokumentation über die Teilnehmer Werner Hansch, Jasmin Tawil und Ikke Hüftgold am 20. August 2020 im Anschluss an die Hauptsendung auf Sat.1 ausgestrahlt. In der ging es um ihr bisheriges Leben sowie ihre Vorbereitungen und Gedanken zur Showteilnahme. Im Durchschnitt sahen nur 0,47 Millionen Zuschauer die Dokumentation, die von Sat.1 selbst produziert wurde.

## Einschaltquoten
Die zweite Folge am 8. August 2020 erreichte die niedrigste Zuschauerzahl (1,30 Mio.) der gesamten Show; zuvor lag der Tiefwert bei 1,34 Millionen mit der sechsten Folge der ersten Staffel am 18. September 2013. Ebenso gab es für die Auftaktwoche (8 Folgen) mit durchschnittlich 1,51 Mio. Zuschauern den niedrigsten Staffelwert (bislang lag dieser bei durchschnittlich 1,71 Mio. Zuschauer in der ersten Woche der fünften Staffel).
| 106                | 1  | 1,88 Mio. | 0,86 Mio. | 10,1 % | 17,7 % |
| 107                | 2  | 1,30 Mio. | 0,57 Mio. | 7,4 %  | 11,7 % |
| 108                | 3  | 1,49 Mio. | 0,72 Mio. | 8,6 %  | 14,1 % |
| 109                | 4  | 1,65 Mio. | 0,81 Mio. | 7,1 %  | 12,7 % |
| 110                | 5  | 1,33 Mio. | 0,60 Mio. | 8,0 %  | 12,3 % |
| 111                | 6  | 1,34 Mio. | 0,60 Mio. | 8,3 %  | 12,6 % |
| 112                | 7  | 1,53 Mio. | 0,63 Mio. | 9,1 %  | 12,4 % |
| 113                | 8  | 1,59 Mio. | 0,68 Mio. | 6,7 %  | 10,7 % |
| 114                | 9  | 1,76 Mio. | 0,81 Mio. | 9,0 %  | 14,7 % |
| 115                | 10 | 1,73 Mio. | 0,79 Mio. | 9,8 %  | 15,0 % |
| 116                | 11 | 1,84 Mio. | 0,84 Mio. | 7,5 %  | 12,8 % |
| 117                | 12 | 1,63 Mio. | 0,73 Mio. | 9,6 %  | 14,5 % |
| 118                | 13 | 1,61 Mio. | 0,67 Mio. | 9,1 %  | 12,7 % |
| 119                | 14 | 1,68 Mio. | 0,74 Mio. | 10,2 % | 15,9 % |
| 120                | 15 | 1,87 Mio. | 0,86 Mio. | 8,3 %  | 15,3 % |
| 121                | 16 | 1,68 Mio. | 0,72 Mio. | 8,6 %  | 12,9 % |
| 122                | 17 | 1,68 Mio. | 0,63 Mio. | 7,9 %  | 9,2 %  |
| 123                | 18 | 1,87 Mio. | 0,83 Mio. | 7,2 %  | 11,8 % |
| 124                | 19 | 1,83 Mio. | 0,91 Mio. | 6,8 %  | 12,8 % |
| 125                | 20 | 1,73 Mio. | 0,78 Mio. | 6,5 %  | 10,7 % |
| 126                | 21 | 1,94 Mio. | 0,86 Mio. | 7,6 %  | 12,4 % |
| 127                | 22 | 2,17 Mio. | 0,98 Mio. | 9,8 %  | 16,3 % |
| Anmerkungen: 1. 2. |    |           |           |        |        |

## Trivia
- Mit Saskia Beecks entschied sich erstmals eine Kandidatin noch vor dem Einzug gegen die Teilnahme. Für sie sprang Jenny Frankhauser ein.[14] Diese entschied sich jedoch nach einer Woche, die Sendung freiwillig zu verlassen.
- Mit Jenny Frankhauser, Senay Gueler und Elene Lucia Ameur verließen erstmals drei Kandidaten freiwillig die Sendung. Das ist die höchste Anzahl an freiwilligen Auszügen innerhalb einer Staffel von Promi Big Brother.
- Bei Einzug war der 81-jährige Werner Hansch der bislang älteste und die 21-jährige Emmy Russ die bislang jüngste Promi Big Brother-Teilnehmerin. Nach einigen Tagen wurde die 18-jährige Nachrückerin Alessia Herren neue Altersrekordlerin. Zudem wurde Hansch während der Sendung 82 Jahre alt.
- Emmy Russ und Alessia Herren traten bereits 2019 in der ersten Folge von Ab ins Kloster! – Rosenkranz statt Randale gemeinsam auf. Beide verließen am dritten von angesetzten acht Tagen vorzeitig das Kloster.[15] Emmy Russ verließ auch Beauty & The Nerd vorzeitig, ohne eine Verbleibschance über ein Entscheidungsquiz zu nutzen.
- Katy Bähm trat nach ihrem Einzug in den Märchenwald als Dragqueen dort nur noch unverkleidet in ihrer Identität „Burak Bildik“ auf und wurde erst im Märchenschloss wieder zeitweise zu Katy Bähm; Ikke Hüftgold legte am 11. August diese Identität ab und machte als „Matthias Distel“ ohne Perücke weiter.
- Während der Zuschauerabstimmung am 26. August „Wer soll im Märchenland bleiben?“ für Emmy Russ oder Simone Mecky-Ballack wurde zwei Verlaufsbalken mit 50,98 % und 49,02 % eingeblendet und von Jochen Schropp und Marlene Lufen mit den Worten kommentiert: „So knapp war es noch nie.“
- Wie Jochen Schropp im Finale mitteilte, ist Werner Hansch mit 82 Jahren weltweit der älteste Gewinner einer Reality-Show.